# Floris Bakels (1949)
Floris Bertold Bakels (Amsterdam, 1 december 1949) is een Nederlands jurist en senior rechter bij de rechtbank Amsterdam.
Bakels is de zoon van uitgever en verzetsstrijder Floris Bakels. Hij studeerde rechtsgeleerdheid aan de Universiteit Leiden van 1968 tot 1975, waarna hij wetenschappelijk medewerker werd aan de Katholieke Hogeschool Tilburg. In 1982 werd hij gerechtsauditeur bij de Rechtbank Haarlem en twee jaar later rechter bij diezelfde rechtbank. In 1989 werd hij benoemd tot raadsheer in het Gerechtshof Amsterdam, en in datzelfde jaar kreeg hij buitengewoon verlof voor zijn promotieonderzoek, dat in 1993 resulteerde in het proefschrift Ontbinding van wederkerige overeenkomsten; promotores waren Hans Nieuwenhuis en Herman Schoordijk. Vanaf 1997 was hij advocaat-generaal bij de Hoge Raad, en in 2002 werd hij benoemd tot raadsheer. Op 1 september 2012 werd hij gepromoveerd tot vicepresident van de Hoge Raad, ter vervanging van de vertrekkende Hans Fleers. In 2017 ging hij naar de Rechtbank Amsterdam omdat hij de laatste twee jaar voor zijn pensioen graag nog eens aan de basis van de rechtspraak werkzaam wilde zijn.